# 대계사
대계사는 대한민국 전라남도 강진군 대구면 계율리에 있는 사당이다. 2004년 11월 1일 강진군의 향토문화유산 제12호로 지정되었다.

## 개요
1860년 창건되었다. 1868년(고종5) 훼철되었다가, 1975년 후손과 지방유림들의 성의로 사우를 재건하여 향사해 오고 있다. 배향인물은 수운 조정통 외 3인이다.